# Kononivka, Lubnî
Kononivka (în ucraineană Кононівка) este un sat în comuna Vîșciîi Bulateț din raionul Lubnî, regiunea Poltava, Ucraina.

## Demografie
Componența lingvistică a localității Kononivka
     Ucraineană (100%)
Conform recensământului din 2001, toată populația localității Kononivka era vorbitoare de ucraineană (100%).